# アマービレフィルハーモニー管弦楽団
一般社団法人アマービレフィルハーモニー管弦楽団（アマービレフィルハーモニーかんげんがくだん、英：Amabile Philharmonic Orchestra）は、大阪府茨木市に本拠地を置くプロのオーケストラである。日本オーケストラ連盟準会員。略称は「アマービレフィル」。

## 概要
「若手演奏家にもっと演奏の場を」という思いのもと、株式会社アマービレ楽器の資金提供を受け、2015年7月1日に設立された。日本唯一の楽器店が経営母体のプロオーケストラである。以来積極的に演奏会を重ね、公演回数は既に300回を超える。
2020年に公益社団法人日本オーケストラ連盟に加盟している。公演実績だけでなく他方面からの様々な支持を得ることに加え、特に歴史を重んじるクラシック業界において、創立からわずか5年という歴代類を見ない異例の短期間で、38番目のプロのオーケストラ団体として加入が認められた。
地元茨木市を中心にしつつ、全国的にも幅広く演奏活動に取り組む。これまでに「定期演奏会」をはじめ、ソリストを主役に迎える「コンチェルトシリーズ」、創設当初から根強いリピーターを獲得してきた室内楽コンサート「サロンコンサートシリーズ」などを定期的に開催しいずれも好評を得る。気軽にクラシックを楽しめる地域貢献型の「親子コンサート」も積極的に開催しており、各回ともに満席となっている。
令和4年（2022年）度には文化庁 文化芸術による子供育成推進事業巡回公演事業に採択され、文化庁子どものための文化芸術体験再興事業と合わせ、100公演以上を実施している。茨木市を中心とした保育園、幼稚園、学校などの教育機関への有償訪問公演、高齢者施設からの依頼公演なども積極的に実施する。また地域へのボランティア活動として、茨木市を中心に無償にての子供向けの訪問演奏も積極的に行う。
2020年より楽団Youtubeアカウントから積極的に演奏動画を発信しており、コロナ禍における若い演奏家の演奏機会創出や、広い世代へのクラシック音楽の振興、より広く楽団を周知する活動などに努め、苦戦する音楽業界の中でも飛躍を成し遂げている。

## 沿革
- 2015年4月 - 団員オーディションを行う[3]。
- 2015年7月 - 一般社団法人アマービレフィルハーモニー管弦楽団として発足。
- 2016年3月 - 第1回定期演奏会
- 2016年9月 - 第2回定期演奏会
- 2016年12月 - 第3回定期演奏会〜第九〜
- 2017年4月 - 第4回定期演奏会
- 2017年12月 - 第5回定期演奏会〜第九〜
- 2018年4月 - 第6回定期演奏会
- 2018年7月 - 常任理事に森田龍親、柳澤哲哉が就任。
- 2018年12月 - 第7回定期演奏会〜第九〜
- 2019年12月 - 第8回定期演奏会〜第九〜
- 2020年6月 - 日本オーケストラ連盟に加入（準会員）。
- 2021年4月 - 第9回定期演奏会
- 2021年12月 - 第10回定期演奏会

## 主なコンサート
- 定期演奏会（年2回公演）
- コンチェルトシリーズ（年2回公演）
- 親子コンサート（不定期）
- サロンコンサートシリーズ（年20回公演）